# Klaus Neumann
Klaus Neumann (República Democrática Alemana, 4 de enero de 1942) fue un atleta alemán especializado en la prueba de triple salto, en la que consiguió ser medallista de bronce europeo en 1969.

## Carrera deportiva
En el Campeonato Europeo de Atletismo de 1969 ganó la medalla de bronce en el triple salto, con un salto de 16.68 metros, siendo superado por el soviético Viktor Saneyev (oro con 17.34 m) y el húngaro Zoltán Cziffra (plata con 16.85 metros).